# Diocesi di Baanna
La diocesi di Baanna (in latino Dioecesis Bahannensis) è una sede soppressa e sede titolare della Chiesa cattolica.

## Storia
Baanna, nell'odierna Tunisia, è un'antica sede episcopale della provincia romana di Bizacena.
Tre sono i vescovi conosciuti di questa sede. Alla conferenza di Cartagine del 411, che vide riuniti assieme i vescovi cattolici e donatisti dell'Africa romana, prese parte il cattolico Vittore, senza competitore donatista. Questo vescovo è probabilmente da identificare con l'omonimo Vittore, indicato senza menzione della sede di appartenenza sulla lista dei partecipanti al sinodo celebrato in località incerta nel 418.
Il nome di Donato figura al 73º posto nella lista dei vescovi della Bizacena convocati a Cartagine dal re vandalo Unerico nel 484; Donato, come tutti gli altri vescovi cattolici africani, fu condannato all'esilio.
Infine Januarius fu uno dei firmatari della lettera indirizzata dai vescovi della Bizacena nel 646 all'imperatore Eraclio II.
I documenti ecclesiastici inoltre parlano di un Banense monasterium che era vicino alla Maximianensi ecclesiae.
Dal 1933 Baanna è annoverata tra le sedi vescovili titolari della Chiesa cattolica; dal 14 gennaio 2016 il vescovo titolare è Volodymyr Hruca, C.SS.R., vescovo ausiliare di Leopoli degli Ucraini.

## Cronotassi

### Vescovi residenti
- Vittore † (menzionato nel 411)
- Donato † (menzionato nel 484)
- Ianuario † (menzionato nel 646)

### Vescovi titolari
- James Odongo † (25 novembre 1964 - 19 agosto 1968 nominato vescovo di Tororo)
- Noël Laurent Boucheix, S.M.A. † (1º gennaio 1969 - 6 agosto 1976 dimesso)
- Philip James Benedict Harvey † (28 marzo 1977 - 2 febbraio 2003 deceduto)
- Christopher Charles Prowse (4 aprile 2003 - 18 giugno 2009 nominato vescovo di Sale)
- Thomas Vũ Đình Hiệu (25 luglio 2009 - 24 dicembre 2012 nominato vescovo coadiutore di Bùi Chu)
- Titus Joseph Mdoe (16 febbraio 2013 - 15 ottobre 2015 nominato vescovo di Mtwara)
- Volodymyr Hruca, C.SS.R., dal 14 gennaio 2016